# Leptauchenia
Leptauchenia es un género extinto de herbívoro terrestre similar a una cabra que pertenece a la familia de oreodontes, Merycoidodontidae, y es el género tipo de la tribu Leptaucheniini. El género fue endémico de América del Norte durante finales del Oligoceno (hace 33.9—16.3 millones de años) y vivió durante unos 33.9 a 16.3 millones de años.

## Morfología

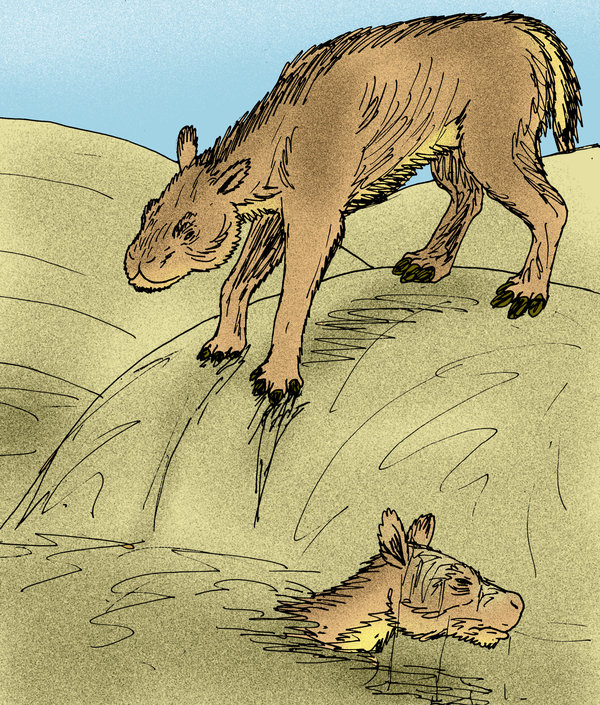
Reconstrucción por un artista de Leptauchenia decora.

Debido a que sus ojos y narinas se encontraban en la parte alta de su cabeza, durante mucho tiempo se supuso que Leptauchenia era un animal acuático o semiacuático. Sin embargo, debido a que nunca se han encontrado sus fósiles en depósitos en llanuras inundables o en canales de ríos, y a causa de la abundancia de fósiles en dunas de arena, Donald Prothero ha sugerido que los mismos eran animales que deambulaban por el desierto. De acuerdo con la interpretación de Prothero, la ubicación elevada de ojos y narinas le permitía a este animal filtrar la arena mientras se alimentaba, o mientras se enterraban.
Un único espécimen fue analizado por M. Mendoza para evaluar su masa corporal y se estimó que su peso era de 39.3 kg.

## Distribución fósil
Se han encontrado esqueletos de Leptauchenia por miles y en cantidades mayores que del género relacionado Sespia, a menudo se lo cita como el mamífero más numeroso en América del Norte durante finales del Oligoceno. Tenía dientes hipsodontes con corona extendida, los que usaba para masticar la vegetación dura.

## Especies
- L. brevifacies (sin. Pithecistes decedens)
- L. decora (especie tipo) (sin. Hadroleptauchenia primitiva, Leptauchenia harveyi, Pithecistes breviceps, Pithecistes facies, Pithecistes tanneri, Pseudocyclopidius frankforteri)
- L. eiselyi
- L. major (sin. Brachymeryx feliceps, Cyclopidius emydinus, Cyclopidius incisivus, Cyclopidius lullianus, Cyclopidius simus, Hadroleptauchenia extrema, Hadroleptauchenia shanafeltae, L. densa, L. margeryae, L. martini, L. parasimus, Pithecistes altageringensis, Pithecistes copei)
- L. orellaensis